# Distretto di Inclán
Il distretto di Inclán è un distretto del Perù, facente parte della provincia di Tacna, nella regione di Tacna.